# Lliga Santa (1511)
La Lliga Santa va ser una coalició formada pels Estats Pontificis, Venècia, Espanya, Suïssa, el Sacre Imperi Romanogermànic i Anglaterra per lluitar contra França. Al segle xv, amb l'arribada del renaixement, la península Itàlica gaudia d'un període de prosperitat i relativa calma. Però al darreres anys del segle, les intrigues palatines, la diplomàcia, alguns tractats nefastos i les lluites entre les Repúbliques italianes, van portar a la intervenció de països estrangers i van convertir Itàlia en l'escenari de les seves guerres.

## Antecedents de la Lliga
El papa Juli II, en arribar al papat el 1503, va començar a posar en pràctica el seu pla per tornar l'hegemonia als Estats Pontificis. El seu objectiu principal era recuperar les terres que els Borja, amb el papa Alexandre VI al capdavant, havien arrabassat a l'Església. Un cop aconseguit això, convertiria el Vaticà en l'estat hegemònic d'Itàlia. Per això, va començar lluitant en solitari amb les Repúbliques més febles, però quan li va tocar el torn a Venècia, es va adonar de la necessitat d'una aliança per poder vèncer. Així va crear la Lliga de Cambrai, en la qual participaven Lluís XII de França, Ferran el Catòlic i l'emperador Maximilià I d'Àustria. Davant d'aquestes forces Venècia va ser derrotada.

## Formació de la Lliga

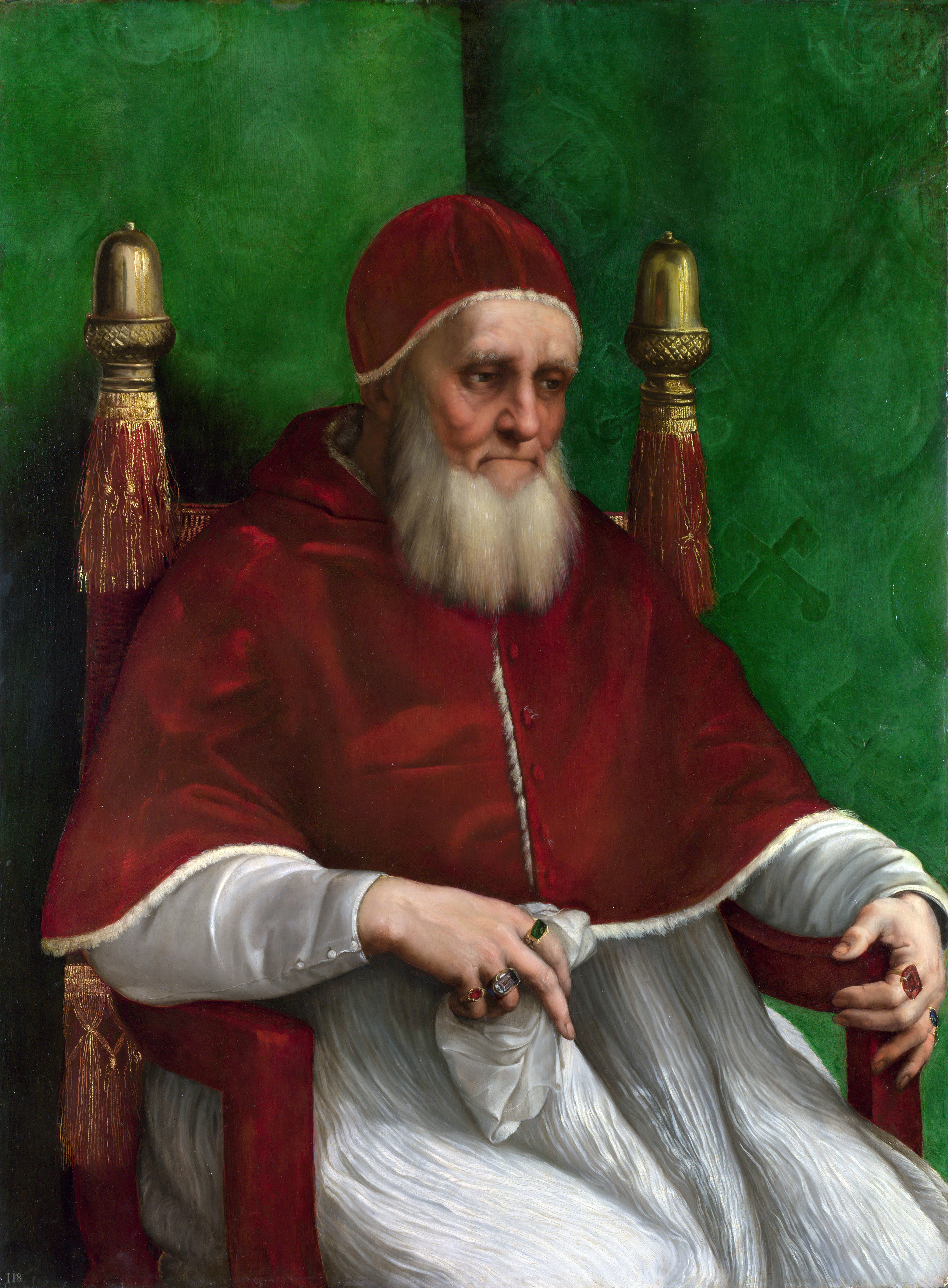
Juli II, creador de la Lliga Santa

Un cop derrotada Venècia, el papa en veure que els francesos havien ocupat Milà i Gènova, va decidir crear aquesta vegada una aliança contra França. Servint-se una vegada més de la sinuosa diplomàcia va organitzar la Lliga Santa, en la qual s'integrarien els Estats Pontificis, Venècia i Espanya. La Lliga va quedar formalment constituïda el 4 d'octubre de 1511, un mes després s'hi va adherir el rei Enric VIII d'Anglaterra, i una mica més tard l'emperador Maximilià i Suïssa.
Mentre es gestionaven les negociacions de la Lliga, el papa havia realitzat pel seu compte accions de patent hostilitat antifrancesa: a principis d'any, ell mateix, com a capità de les tropes pontifícies, havia conquerit Mirandola, plaça aliada dels francesos; d'altra banda, havia excomunicat i deposat a Alfons de Ferrara, espòs de Lucrècia Borja i simpatitzant del rei gal. Lluís XII va respondre fent una incursió sobre Bolonya.
En conèixer la creació de la Lliga, França va reunir un gran contingent de tropes amb destinació a Itàlia. L'abril de 1512 es va entaular una cruenta batalla a Ravenna en la qual els exèrcits francesos es van mostrar superiors inicialment i fins van poder haver resultat victoriosos si no hagués trobat la mort al combat Gastó de Foix. A partir d'aquest moment només van collir derrotes: van haver d'abandonar Milà, van perdre les ciutats de Bolonya, Parma, Reggio de l'Emília i Piacenza, les tropes suïsses els vencien a Novara i forces de la Lliga els van fer creuar els Alps i encara els van assetjar fins a Dijon, mentre els anglesos amenaçaven de creuar el Canal de la Mànega i Maximilià es disposava a penetrar per la seva frontera.
L'únic aliat de França era la República de Florència que davant els esdeveniments, no va saber reaccionar a temps i la indecisió del seu govern va fer que l'aliança amb França no desaparegués. Això va portar a la invasió del país per les tropes de la Lliga en agost de 1512. Amb només la milícia per defensar-se, Florència va caure de seguida i sense gairebé resistència, va acabar saquejada pels aliats.
Envoltada i sense aliats, França es va rendir a la darreria de l'any 1512.

## Conseqüències
Juli II va tenir oportunitat d'agrair Ferran el Catòlic per a l'ajuda prestada per expulsar d'Itàlia els francesos. La corona de Navarra estava el 1512 en possessió de Caterina de Foix, casada amb Joan III d'Albret. La seva identificació amb la causa francesa en l'enfrontament amb el pontificat i l'aliança que van mantenir amb Luis XII va ser una excusa perquè Ferran, regent de Castella, amb el pretext que els monarques navarresos fomentaven les doctrines albigeses, obtingués del papa una butlla, la «Pastor Ille Caelestis» en què de forma genèrica s'excomunicava els aliats del rei francès, emesa, després d'iniciada la invasió a finals de juliol. Posteriorment en una segona butlla, el 1513, anomenada Exigit Contumacium, la casa d'Albret quedava desposseïda del seu regne i s'alliberava els súbdits navarresos del jurament de fidelitat als seus reis, i el regne a mercè de qui primer el prengués. Frerran ja ho havia envaït el 1512, amb antelació a aquestes butlles, amb un exèrcit castellà al comandament de Fadrique Álvarez de Toledo, segon duc d'Alba, que va ocupar el Regne de Navarra en dos mesos no exempt de resistències i posteriors intents de reconquesta en el mateix 1512. El 1515 per acord de les Corts de Burgos, sense navarresos presents, va quedar incorporada a la de Corona de Castella, encara que les contraofensives militars van continuar durant diversos anys més. Finalment, ja amb Carles I, es va renunciar al territori de la Baixa Navarra, al nord dels Pirineus, per les contínues insurreccions recolzades per França.
A Itàlia, el Rei Catòlic va afermar el seu poder a Nàpols, encara que les guerres entre Espanya i França per la possessió d'Itàlia continuaran en els anys següents.